# Rosskopf (Zillertaler Alpen)
Roßkopf är en bergstopp i Österrike. Den ligger i distriktet Zell am See och förbundslandet Salzburg, i den centrala delen av landet. Toppen på Roßkopf är 2 845 meter över havet. Vandringsleden över Rosskopf beskrivs som mindre svår.
Trakten runt Roßkopf består i huvudsak av kala bergstoppar och gräsmarker. I närheten ligger fjällstugorna Zittauer Hütte och Richterhütte.